# 1920 a tudományban
Az 1920. év a tudományban és a technikában.

## Díjak
- Nobel-díjak
  - Fizikai Nobel-díj: Charles Edouard Guillaume
  - Fiziológiai és orvostudományi Nobel-díj: August Krogh
  - Kémiai Nobel-díj: Walther Hermann Nernst

## Születések
- március 11. – Nicolaas Bloembergen Nobel-díjas holland-amerikai fizikus († 2017)
- április 6. – Edmond H. Fischer megosztott Nobel-díjas svájci-amerikai biokémikus  († 2021)
- május 29.  – Harsányi János (John C. Harsanyi) magyar származású Nobel-díjas amerikai közgazdász († 2000)
- június 17. – François Jacob megosztott Nobel-díjas francia biokémikus, genetikus († 2013)
- július 25. – Rosalind Franklin angol kémikus, röntgenkrisztallográfus († 1958)
- augusztus 29. – Richard Bellman amerikai alkalmazott matematikus, a dinamikus programozás bevezetője († 1984)
- szeptember 29. – Peter D. Mitchell Nobel-díjas brit kémikus († 1992)
- október 29. – Baruj Benacerraf venezuelai-amerikai immunológus († 2011)
- december 6. – George Porter Nobel-díjas angol kémikus († 2002)

## Halálozások
- február 20. – Robert Peary amerikai felfedező (* 1856)
- március 7. – Fabinyi Rudolf magyar vegyész, tudományszervező, az első magyar nyelvű kémiai folyóirat (Vegytani Lapok) alapítója (* 1849)
- április 20. – Schuller Alajos fizikus, műegyetemi tanár, az MTA tagja (* 1845)
- április 26. – Srínivásza Rámánudzsan indiai matematikus zseni (* 1887)
- augusztus 10. – Politzer Ádám osztrák-magyar orvosprofesszor, a fülgyógyászat egyik úttörője és megalapítója (* 1835)
- augusztus 16. – Norman Lockyer angol fizikus, amatőrcsillagász. Pierre Janssen francia tudóssal közösen mutatta ki a hélium gázt a Nap légkörében. A Nature folyóirat alapítója és első szerkesztője (* 1836)
- augusztus 31. – Wilhelm Wundt német fiziológus, pszichológus (* 1832)